# 케스트리노스
케스트리노스는 그리스 신화에 등장하는 인물로 트로이의 왕자 헬레노스와 그의 형수였던 안드로마케 사이에서 태어난 아들이다. 그러나 채 1일도 넘기지 않은 채 죽고 만다.
프랑크 족의 건국 신화에 나타나는 메로빙거 왕조의 선조이자 헬레노스의 다른 아들인 겐테르의 이복형제로 추정된다. 그러나 헬레노스의 다른 아들인 겐테르와 케스트리노스가 동일인물일 가능성도 제기되고 있으나, 동일인 여부는 불확실하다.

## 같이 보기
- 헬레노스
- 안드로마케
- 트로이 전쟁
- 폴리도로스
- 겐테르
- 메로빙거 왕조
- 트로이
- 프리아모스